# Frederikke Hedegaard
Frederikke Glavind Hedegaard (født d. 21. august 2000 i Aarhus, Danmark) er en dansk håndboldspiller, der spiller for Aarhus United. Hun kom til klubben i 2018. Hun har tidligere optrådt for Hjortshøj Egå Idrætsforening samt FCM Håndbold med hvem hun vandt U-16 DM i 2017 og U-18 DM i 2018. Hun debuterede i den danske HTH liga for FC Midtjylland Håndbold, den 28. oktober 2017. 
Hun debuterede for det danske U-17 ungdomslandshold den 11. april 2017 og deltog ved U-17 EM i Slovakiet i 2017 og U-18 VM i Polen i 2018.